# Gunilla Röör
Gunilla Kristina Röör (Stoccolma, 16 agosto 1959) è un'attrice e regista teatrale svedese, vincitrice di due premi Guldbagge come miglior attrice.

## Biografia
Figlia della cantante Inger Berggren, intraprese gli studi universitari interrompendoli dopo alcuni mesi per dedicarsi alla ricerca teatrale. Nel 1983 ottenne l'accesso all'Accademia nazionale di arte drammatica di Stoccolma, dove frequentò i corsi con Lena Endre. Con la futura attrice creò un sodalizio artistico che si sviluppò negli anni di studio. Terminata l'Accademia nel 1986, entrò nella compagnia stabile del Teatro Reale Drammatico.
Nel 1986 il suo debutto cinematografico, seguito a breve da quello televisivo. Negli anni duemila intraprese la carriera di regista teatrale e impresaria.

## Vita privata
Sposata con l'attore Per Sandberg ha un figlio.

## Filmografia parziale

### Cinema
- Skyddsängeln, regia di Suzanne Osten (1990)
- Freud flyttar hemifrån..., regia di Susanne Bier (1991)
- Sommaren, regia di Kristian Petri (1995)
- Beck – Sista vittnet, regia di Harald Hamrell (2002)
- Engelen, regia di Margreth Olin (2009)

### Televisione
- Rebecka Martinsson, 16 puntate (2017-2020)

## Riconoscimenti
- Guldbagge
  - 1992 - Miglior attrice per Freud flyttar hemifrån...
  - 1996 - Miglior attrice per Sommaren
  - 2003 - Candidata a miglior attrice non protagonista per Beck – Sista vittnet
- European Film Awards
  - 1990 - Candidata a miglior attrice non protagonista per Skyddsängeln
- Premio Amanda
  - 2010 - Miglior attrice non protagonista per Engelen
- Litteris et Artibus - 2020